# Festival international du film de Ouidah
Festival international du film de Ouidah, „Quintessence“ (dt.: Internationales Filmfestival von Ouidah, Quintessenz) ist ein Filmfestival, welches 2003 von dem Produzenten Jean Odoutan in Ouidah in Benin begründet wurde.
Es findet Anfang Januar statt, ungefähr zur Zeit des nationalen Fête Nationale du Vaudou am 10. Januar. Die Vorführungen in Saal- und Freiluftvorführungen sind alle kostenlos.
Ziel des Festivals ist es, dem beninischen Publikum möglichst viele Filme vorzustellen. Die meisten sind auf Französisch, wobei afrikanischen Filmen Vorrang eingeräumt wird. Willkommen sind aber auch Filme bedeutender Regisseure oder Produzenten oder Originalfilme, egal ob amerikanisch, asiatisch oder europäisch.

## Ehrungen

### 2003
- Python Royal (Königspython), Grand Prix du Festival: L’Afrance. (Frankreich/Senegal), Alain Gomis
- Python de Children, Prix du Public: Le Pari de l’Amour. (Elfenbeinküste), Didier Aufort
- Python Pygmée, Prix du Court-métrage: Pressions. (Druck) (Benin), Sanvi Panou
- Python Papou, Prix du Documentaire: Charly Adande (Benin)

### 2004
- Python Royal: Intervention divine. (Göttliche Intervention – Eine Chronik von Liebe und Schmerz) Elia Suleiman (Palästina)
- Python à Tête Noire (Prix du scénario): Nha fala. (Nha Fala – Meine Stimme) Flora Gomes (Guinea-Bissau)
- Python Pygmée: Source d’Histoire. (Quelle der Geschichte) Adama Roamba (Burkina Faso)
- Python Papou: Si-Gueriki, la reine-mère. (Si-Gueriki, Die Königin-Mutter) Idrissou Mora Kpaï (Benin)
- Python de Children: Madame Brouette. Moussa Sène Absa (Senegal) und Nha fala. Flora Gomes (Guinea-Bissau)
- Mention Spéciale du Jury: Me Thao, il fut un temps. (Me Thao, es war einmal) Viet Linh (Vietnam)

### 2005
- Python Royal: Frontières. (Grenzen) Mostéfa Djadjam (Algerien)
- Pytho Pygmée: Visa. Ibrahim Letaïef (Tunesien)
- Python Papou: Closed District. (Geschlossener Distrikt) Pierre-Yves Vanderweerd (Belgien)
- Python de children: Frontières. Mostéfa Djadjam (Algerien)
- Python à tête noire - Prix du scénario et de l’adaptation: Le Prix du pardon. (Der Preis der Vergebung) Mansour Sora Wade (Senegal)
- Mention spéciale du jury long-métrage: Tenja. Hassan Legzouly (Marokko)
- Prix spécial du jury documentaire: Après–Un voyage dans le Rwanda. (Danach–Eine Reise in Ruanda) Denis Gheerbrant (Frankreich)
- Mention spéciale du jury court-métrage: La Dictée. (Das Diktat) Meiji U Tum’si (Republik Kongo)

### 2006
- Python Royal: La Nuit de la vérité. (Die Nacht der Wahrheit) Fanta Régina Nacro
- Python Pygmée: 7000km plus loin. (7000 km weiter) Maeva Poli

### 2007
Richard Bohringer war Vorsitzender der Jury.
- Python Royal: Si le vent soulève les sables. (Als der Wind den Sand berührte) Marion Hänsel (Belgien)
- Python Pygmée: Binta et la grande idée. (Binta und die Große Idee) Javier Fesser (Spanien/Senegal)
- Python Papou: Calypso@Dirty Jim’s. Pascale Obolo (Trinidad und Tobago) - Mention spéciale du jury: Congo River. Thierry Michel (Belgien/Kongo) - Encouragements du jury: Juste un peu d’amour. (Sicher ein wenig Liebe) Jemima Catraye (Benin)
- Python Children: Héritages, la sorcière. (Erbe, die Zauberin) Francis Zossou (Benin)
- Prix Henri Duparc: Bul Deconné. Massaer Seng, Marc Picavez (Frankreich/Senegal–Langfilm)
- Python à Tête noire, Prix du scénario: Kinshasa Palace. Zeka Laplaine (Demokratische Republik Kongo)

### 2008
Die Langfilmjury wurde von Tola Koukoui geleitet.
- Python Royal: Daratt, Saison Sèche (Daratt, Trockenzeit) Mahamat Saleh Haroun (Tschad)
- Mention spéciale du jury: Il va pleuvoir sur Conakry. (Es wird regnen in Conakry) Cheick Fantamady Camara (Guinea/Frankreich)
- Python à Tête noire, Prix du scénario: Sentence Criminelle. (Schuldspruch) Victor Onana („Prince Dubois“, Kamerun)

- Python Children: Téranga Blues. Moussa Sène Absa (Senegal)

Die Kurzfilmjury wurde von Jemima Catraye geleitet.
- Python Pygmée: La Citerne. (Die Zisterne) Lassaad Oueslati (Tunesien)
- Mention spéciale du jury: Le Fleuve Niger se meurt. (Der Fluss Niger stirbt) Aborak Kandine Adam (Niger)

Die Dokumentarfilmjury wurde von Moussa Sène Absa geleitet.
- Python Papou: La Couleur du Sacrifice. (Die Farbe des Opfers) Mourad Boucif (Belgien)

### 2015
- Python Royal: Le Veau d’or. (Das Goldene Kalb) Hassan Legzouli (Marokko)
- Mention spéciale du jury long métrage: Les Gracieuses. (Die Grazilen) Fatima Sissani (Frankreich)
- Python Papou: La nuit qu’on suppose. (Die Nacht, die man vorschlägt) Benjamin d’Aoust (Belgien)
- Python à Tête noire: Eugène Gabana, le pétrolier. (Eugène Gabana, der Ölmann) Jeanne Delafosse und Camille Plagnet (Burkina Faso/Frankreich)
- Python Pygmée: Un petit d’homme. (Eine Kleinigkeit von Mensch) Jocelyne Desverchère (Frankreich)
- Python Tapis: El Balsero. Guillermo Zapata (Kolumbien)